# バセットクラリネット
- 0バス・クラリネット
- 0バセットホルン（中）
- 0バセット・クラリネット

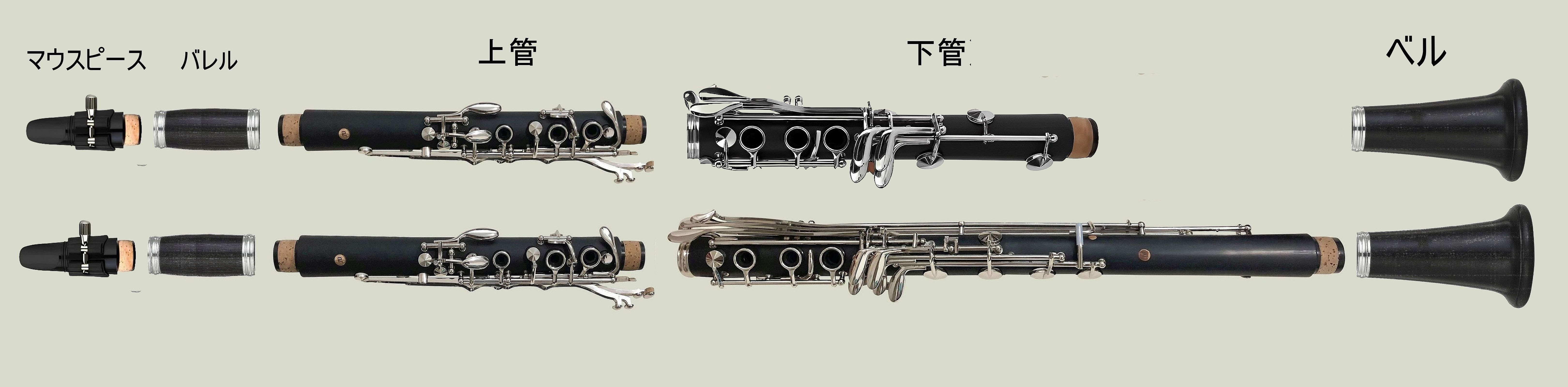
写真4a クラリネットの各部名称 - 上：通常のクラリネット、下：バセットクラリネットの下

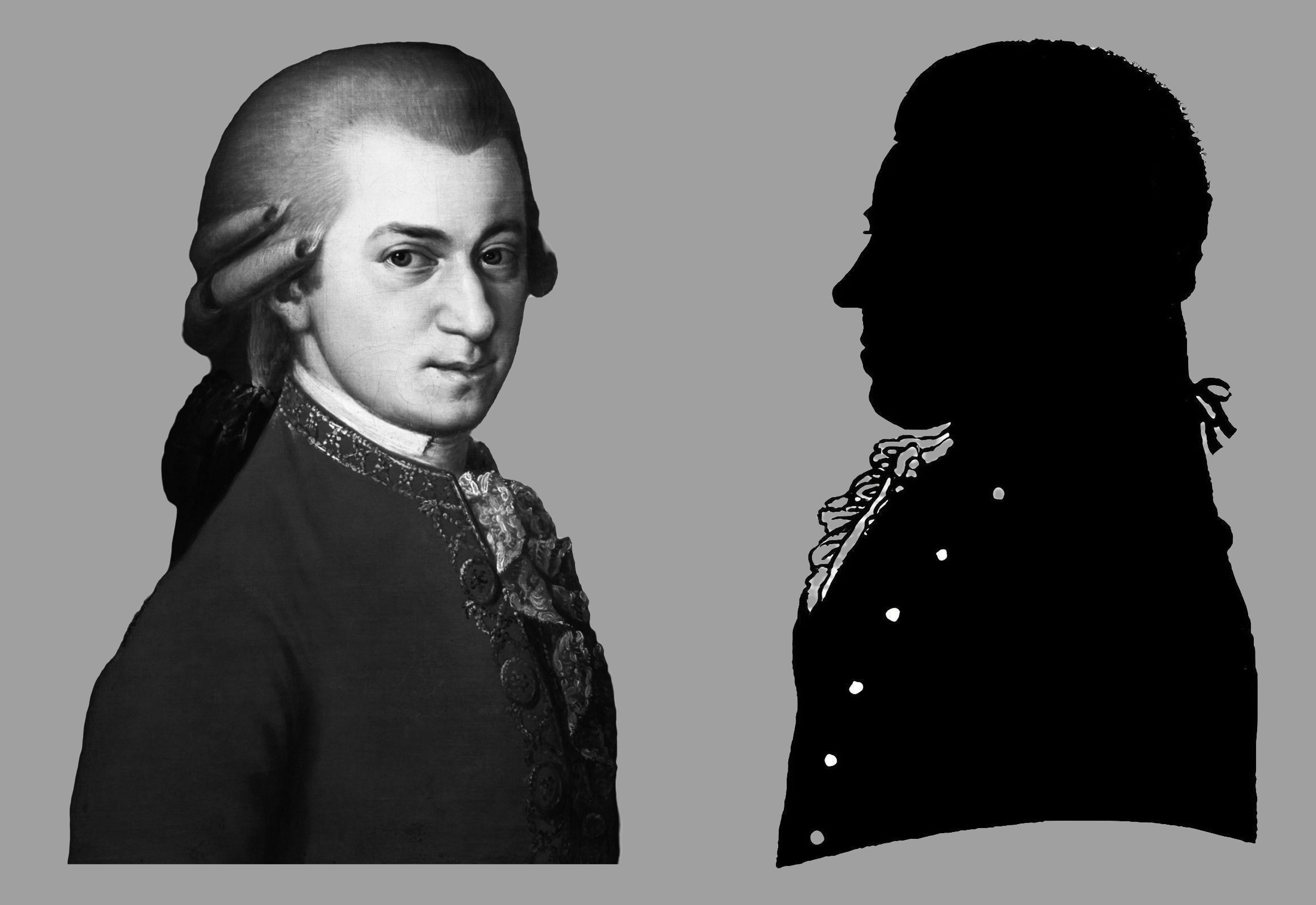
写真4b ヴォルフガング・アマデウス・モーツァルトとアントン・シュタードラー

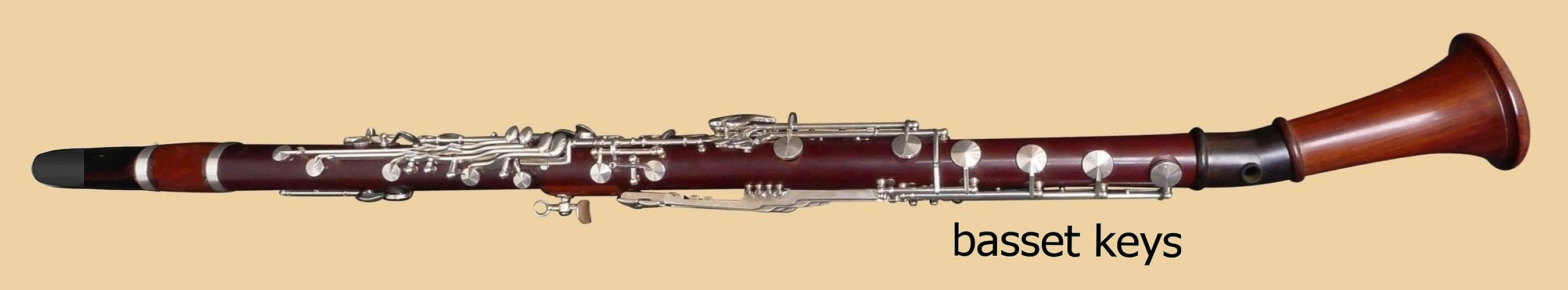
写真5：バセット・クラリネットの前傾したベル（写真の上が聴取に面する。図「クラリネットの構造」の（e））。

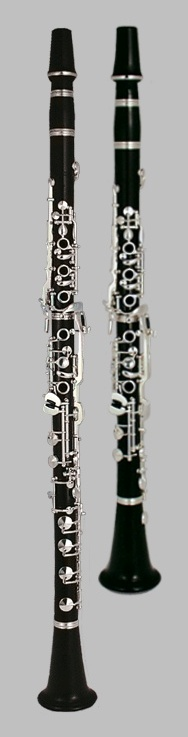
写真6：向かって左はバセット・クラリネット。同右は標準のクラリネット。

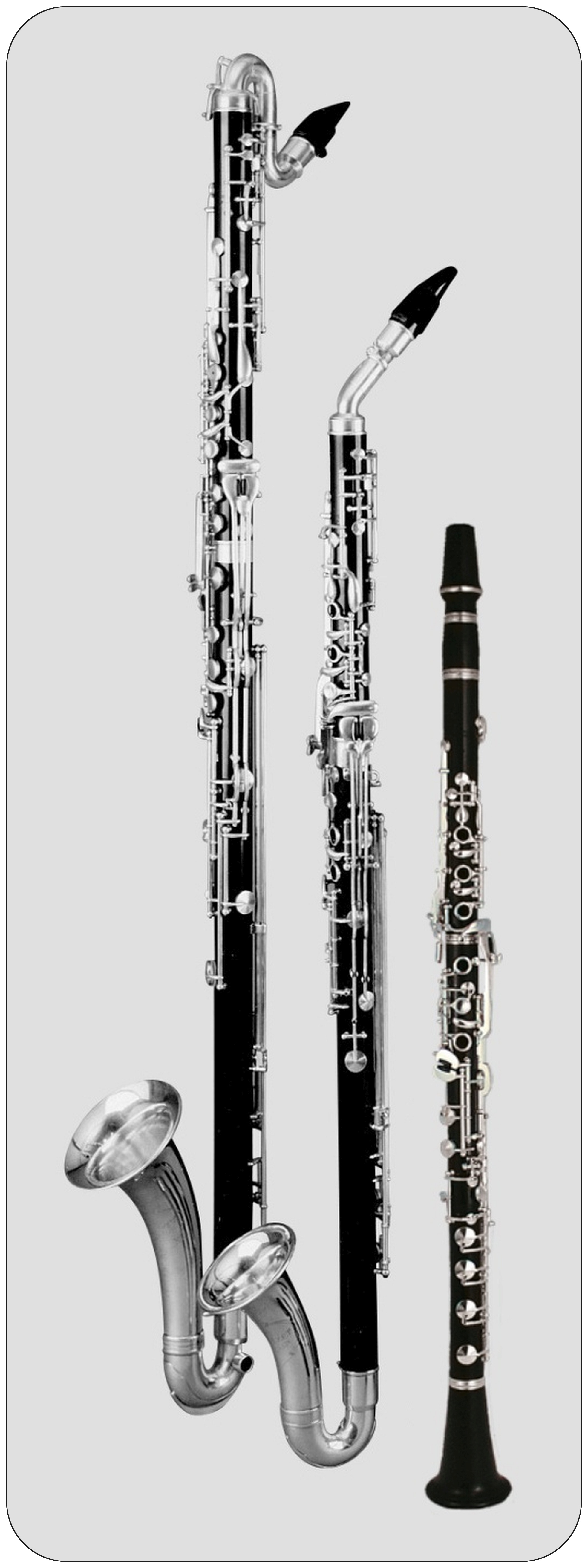
写真7：向かって左から バス・クラリネット
バセットホルン（中）
バセット・クラリネット（現代の製品、ヴーリッツァー・ライトナー製）

バセット・クラリネット（ドイツ語: Bassettklarinette、英語: basset clarinet）は、通常のクラリネットよりも低音部が長く、低音域が広いクラリネットの一種で、このことから「バセット」または「スモール・バス」と呼ばれるようになった。低音域は通常のE3ではなくC3まで広がり、E♭、D、C♯が追加されている。
バセット・クラリネットはA管とBb管があり、まれにC管とG管もある。音域は4オクターブと1音であり、記譜上ではC3からD7までである。A管、B♭管、G管のバセットクラリネットは移調楽器であり、最も一般的に使用されるA管バセットクラリネットの実際の音域は、A2からB6である。

## 歴史

### 最初期
パリとロンドンの博物館に現存する最古の楽器は1770年製である。バセット・クラリネットはバセットホルンと同様に、18世紀後半に何度か発明例があり、設計や調律、楽器名は異なる。1838年にサクソフォンの発明者アドルフ・サックスが開発したバスクラリネットやバセットホルンとは区別される。中間的な音程はFである。
アントン・シュタードラーが使用した楽器は、ウィーンの楽器製作者テオドール・ロッツ（ウィキデータ）の手により1788年頃に完成した。B♭で調律した楽器は1788年2月20日にウィーンで、初めて公の場で演奏された。シュタードラーは1789年12月22日にウィーンでモーツァルトのクラリネット五重奏曲 K. 581を初演し、この時に用いたバセット・クラリネットはA管であった。この楽器はまた、モーツァルトのクラリネット協奏曲 K. 622の初演でも用いた（1791年10月16日プラハ）。
モーツァルト（1756年-1791年）とシュタードラー（1753年-1812年）両名の没後、この楽器の音色はあまり聞かれなくなった。この楽器のための作品はモーツァルト以降、現在まで200曲ほどしか伝わっていない。

### 1930年代の復活
現代初のバセット・クラリネット（ドイツ式、C調律）は1930年、オスカー・アドラー社（所在地マルクノイキルヒェン）が提供した。1966年、クラリネット製作者ルドルフ・トレイバル（Rudolf Trejbal、プラハ）は、セルマー製のA管クラリネットの下管を延長し、ベーム式A管バセット・クラリネットを製作した（フランス式）。その2年後、ルドルフ・ユーベル。ローター・ライデル（Lothar Reidel）も、クラリネット奏者ハンス＝ルドルフ・シュタルダー（スイス）の依頼でベーム式A管バセット・クラリネットを製作した。これは従来のベーム式とは全く異なる設計であった。
1968年9月、シュタルダーはモーツァルト協奏曲のクラリネットのパートをこの楽器で演奏し、初めて録音した。同年、イギリスの楽器メーカーがロンドンの奏者アラン・ハッカーに委託されてベーム式A管を製作し、イギリス初の前例となった。
1984年、世界的に著名なソリストのザビーネ・マイヤーは、モダンなドイツ式バセット・クラリネットの製作をヘルベルト・ヴーリッツァーに委託し、それ以来、この楽器でモーツァルトの協奏曲の演奏を重ねてきた。他のソリストも後を追った結果、バセット・クラリネットはその重要性を取り戻した。
トマス・エリック・ホープリッチ（アメリカ合衆国）も演奏家で大学教員の経歴があり、フランス・ブリュッヘンに誘われて古楽器演奏の18世紀オーケストラに参加した。1700年代末のコンサート・プログラムが再発見されると、その挿絵に描かれたシュタードラーのバセット・クラリネットに触発されたホープリッチも楽器を復元し、モーツァルトに加えてヨハネス・ブラームスの作品を奏でている。
またオペラ「皇帝ティートの慈悲」（モーツァルト）など、作曲家が指定した楽器ではなくソロパートを通常のクラリネットで演奏されてきた楽曲があるが、最近の傾向として本来のバセット・クラリネットBb調律を採用する例が増え、その好例は『皇帝ティートの慈悲』第1幕、セストのアリア「パルト、マ・トゥ・ベン・ミオ」（第9番）などである。

## クラシック音楽以外
ジャズやクレズマーではこの楽器をクラシック音楽ほど使わない中、ジャズ・クラリネット奏者のテオ・ユルゲンスマン（ドイツ）はBb調律したバセット・クラリネットで演奏している。2020年以降、G管の「クラリネット・ダモーレ」も発売されており、ベルはドイツ語で「愛の足」（Liebesfuß）を意味する特殊な形状をしている（#冒頭の写真4を参照）。この楽器のための新曲は、オーストラリアのクラリネット奏者リチャード・ヘインズ（英語版）の発注で数曲、製作された。

## 構造
シュタードラーが使ったバセット・クラリネットはベルの構造が「愛の足」と呼ばれ（冒頭の写真1）、通常のクラリネット同様に直管を採用し、ベル部分を90°に取り付ける。現代のモデルではベルと管は標準でまっすぐにつなぐ（冒頭の写真2と冒頭の写真3を参照）。しかしドイツの製造元シュヴェンク&セゲルケ（所在地バンベルク）のベーム式バセット・クラリネット（写真5）のように、ベルがやや上向きで前方に角度をつけた方が、より好ましい響きが得られる。

### モーツァルトの五重奏曲とコンチェルト
前述のようにモーツァルトはバセット・クラリネットのために「クラリネット五重奏曲」K. 581を作曲しているが（1789年12月22日初演）、言い換えるなら、着想に合わせて新しい音程のクラリネットを特別に開発させたのが、バセット・クラリネットである。それにぴったりの楽器を作るよう、楽器製作者テオドール・ロッツに依頼したのは、シュタードラーであった。
2年後に次のクラリネット協奏曲（のちのK. 622）の作曲に着手し、当初はG管バセットホルンを想定してト長調（G major）で書くつもりであった。完成した曲がイ長調（A major）でありA管を採用した経緯は、ウイーン唯一のG管バセットホルン奏者がウィーンを去ってしまったためである。モーツァルトはバセットホルンのように半音4つ低いCまで届くクラリネットを望み、開発後2年ほどのバセット・クラリネットに替えて、協奏曲をイ長調で書きあげた。2024年、この協奏曲をト長調に書き直したのはクラリネット奏者リチャード・ヘインズ（オーストラリア）であり、それ以来、ヘインズはト長調のバセットホルンで演奏してきた。

### 他のクラリネットとの比較
通常のクラリネットと比べると、現代のバセット・クラリネットは全長が約18cm長い（写真4aと写真6) の左参照。それよりも音が低いものはバスクラリネットであるが、モーツァルトの時代に、その楽器はまだ存在しなかった。

## バセットの指使い
古い時代のものやドイツ式楽器では、バセット特有のC3からEフラット音は図解のように、運指は右手の親指で押さえる（写真8.1：「田の字」形の4つのキー）。対照的にフランスの他社の場合は通常、D音とEフラット音を出す右手小指用の押手を2つ追加し（写真7.2）、C音とCシャープ音は親指用の押手2つを備えている。これら機構には別の形もある。

バセット音の運指の図解 ドイツ式とフランス式（写真8）
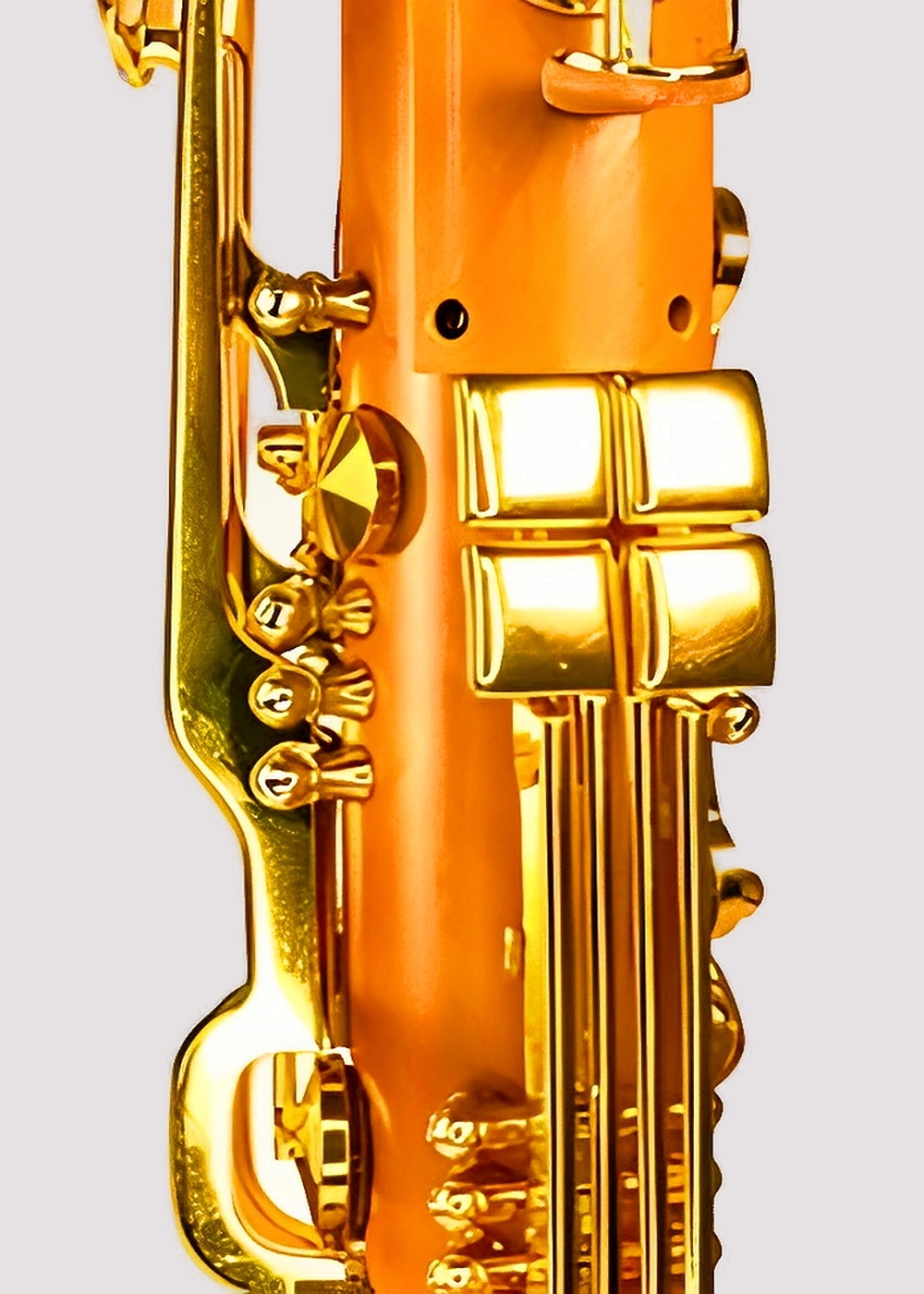
8.1 ドイツ式： 4つの親指用キー（「田の字」形）
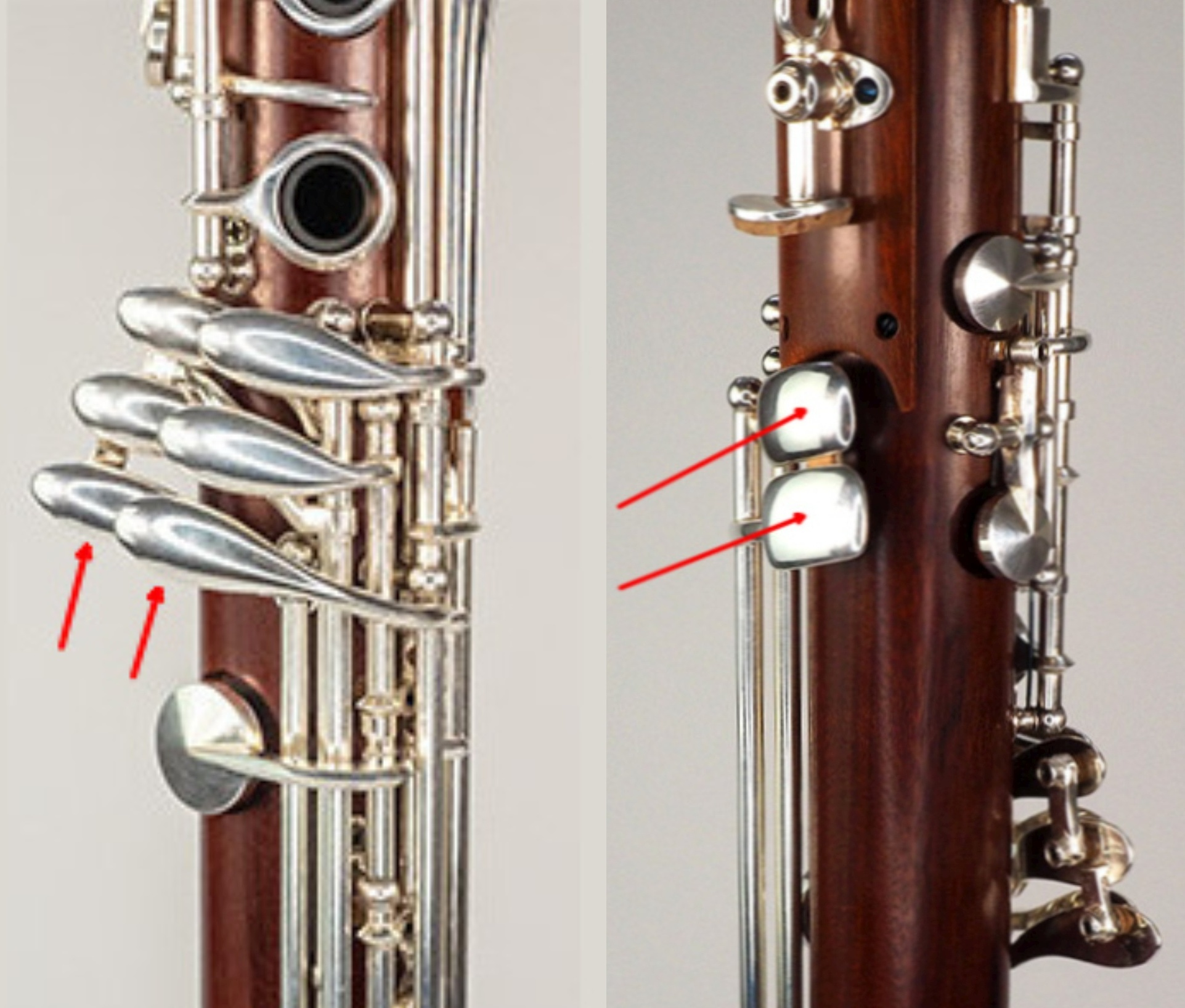
8.2 フランス式： 小指用の押手2つ（右） 親指用の押手2つ（左）

## 音階と音域
標準クラリネットのBb管やA管に比べると、バセット・クラリネットの音色と音量を抑えた演奏は格別に美しく、アントン・シュタードラーが初めて演奏したときでさえ、同時代の聴衆が感嘆の声を上げた。音はややミュート気味で高音域を過度に誇張せず、通常のクラリネットの最低音C4（1オクターブ下）からE3までシャリュモー音域（独: chalumeauregister）はより開放的でふくよかである。
演奏家のリチャード・ヘインズは記譜を示しながら、クラリネット11種を吹き比べている。

バセット・クラリネットの音階（熟練の演奏家はさらに1音高い音を演奏）
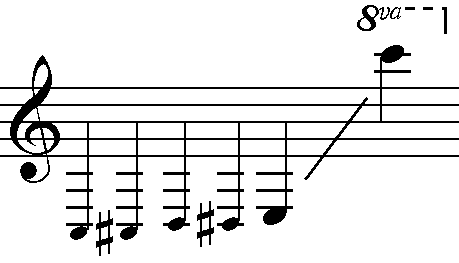
音域の記譜と運指
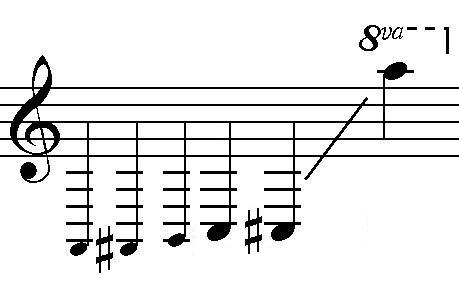
演奏、A調律
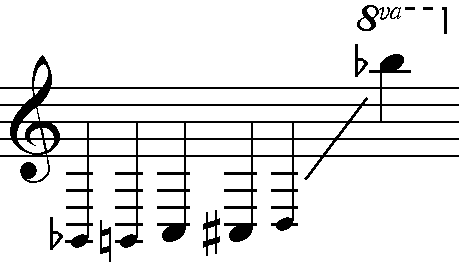
演奏、Bb調律

| 種類         | 種類         | 記譜法の音域                                            | 最低音の比較 |
| ------------ | ------------ | ------------------------------------------------------- | ------------ |
| ソプラノ     | ソプラノ     | E3 – D7※ア                                              |              |
| バス         | LowE♭        | E3 – D7 ※イ（ノーマル・クラリネット※アの1オクターブ下） |              |
| バス         | LowC         | C3 – D7※エ（バセット・クラリネット※ウの1オクターブ下）  |              |
| バセット     | バセット     | A2 – B6の4オクターブと1音※ウ（最低音の見本）            |              |
| コントラバス | コントラバス | C3 – D7（ロング・バス・クラリネット※エの1オクターブ下） |              |

## 作曲
モーツァルトから現在まで、この楽器のために作られた曲は総計200曲に満たない。
最も重要な3曲は、すでに述べた次の楽曲である。
- モーツァルト「バセット・クラリネット、2つのヴァイオリン、ヴィオラとチェロのための五重奏曲 イ長調」K. 581
- モーツァルト「バセット・クラリネットと管弦楽のための協奏曲 イ長調」K. 622
- モーツァルト　オペラ「皇帝ティートの慈悲」K. 621 より第1幕アリア「Parto, parto, ma tu ben mio」（行こう、だが愛しい人よ）メゾ・ソプラノ、バセット・クラリネット（B♭オブリガート）と管弦楽のための

その他のほとんどの作曲は1950年以降のもので、その一部を以下にまとめた。
- バセットクラリット協奏曲：ジョーン・タワー（英語版） 1938年–、アメリカ合衆国）[29]ほかドイツ出身のマンフレート・トロヤーン（英語版）、1949年–）、ヘルムート・アイゼル（ドイツ語版）、1955年–）に加えて菅野茂（英語版）（1959年–、日本）[30]などがある。
- 『Pieces for basset clarinet solo』：川越美智子（日本）、アリベルト・ライマン（1936年–、ドイツ）、オンドジェイ・サレク（チェコ出身）、クリストファー・M・ウィックス（1975年–、アメリカ合衆国）。
- バセットクラリネットとの二重奏曲：ハリソン・バートウィッスル（1934年–、イギリス）、Istvan Bozicevik（クロアチア出身）、エリカ・フォックス（英語版）、1936年–、イギリス／オーストリア）、パトリック・ナン（英語版）、1969年–、イギリス）、マインラート・シュミット（ドイツ語版）、1935年–、ドイツ）、ウィリアム・スウィーニー (作曲家)（英語版）、1950年–、イギリス）、グレゴリー・カーペンター (作曲家)（英語版）、1951年– イギリス）。
- バセットクラリネットとの三重奏曲：フランソワ・ドヴィエンヌ（1759年–1803年、フランス）、ヘルムート・アイゼル（1955年– 、ドイツ）
- バセットクラリネット五重奏曲『Quintets with basset clarinet』：ハリソン・バートウィッスル、アントニン・ドヴォルザーク (1841–1904年、チェコ）
- バセットクラリネットと大型室内アンサンブルの作品：クラウス・フーバー（1924–2017年、スイス）など。
- バセットクラリネットを含む管弦楽曲、オペラ：トマス・アデズ（英語版）、1971年– イギリス）、W・A・モーツァアルト（1756年–1791年）、オペラ『コジ・ファン・トゥッテ』のフェランドによるアリア（24番）より「Ah! Io veggio」、フェルディナンド・パエール（1771年–1839年、イタリア）によるオペラ『サルジーノ』（1803年）のアリア「Una voca al cor mi parla」など。

## 製作者
現在、一部のクラリネット製造者はバセット・クラリネットを手がけており、あるいは標準的なクラリネットをバセット・クラリネットに変換する延長ジョイントも製造している。フランス式（ベーム式）を採用するバセット・クラリネット製作者には、ビュッフェ・クランポン、スティーブン・フォックス (楽器製作者)（英語版）、バックーン（英語版）、ヘンリー・セルマー・パリなどがある。また、美ら海工房ヨーゼフはディレク・アルトマンのリサイタルのために特別にバセットクラリネットを製造した。
フランス式とドイツ式（Oehler）の両方を作る製作者には、ヘルベルト・ヴーリッツァー、シュヴェンク＆セゲルケ、ライトナー＆クラウスがある。ドイツ式のみを作っているメーカーにはハラルド・ヒュイングがある（Harald Hüyng）。

## 演奏者
バセット・クラリネットを使ってアルバムを録音した人々でクラシックのクラリネット奏者では、カリ・クリーック（フランス語版、英語版）やリチャード・ヘインズ（英語版）に加え、デイヴィッド・シフリン（英語版）、アントニー・ペイ（英語版）、ザビーネ・マイヤー、コリン・ローソン（英語版）などが数えられる。
モーツァルト協奏曲のバセット・クラリネットを奏でた音楽家はアンネリエン・ヴァン・ヴァウヴェ（Annelien Van Wauwe）、シャロン・カム（Sharon Kam）、シャーリー・ブリル（Shirley Brill）、マーティン・フレスト（Martin Fröst）、ゼバスティアン・マンツ（Sebastian Manz）が含まれる。
国別に分類すると、イギリスのクラリネット奏者セア・キング（英語版）は、モーツァルトの五重奏曲と協奏曲のバセット・クラリネットのパートを録音し、1枚のCDにまとめている（ハイペリオン・レコード）。そのキングに師事したマイケル・コリンズはこの楽器でベートーヴェンのヴァイオリン協奏曲のクラリネット用編曲と、モーツァルトの協奏曲を録音（ドイツ・グラモフォン）。またエレナ・カツ＝チェルニン（英語版）「Ornamental Air」をローリーを本拠地とするノースカロライナ交響楽団（英語版）と初演した（2008年4月10日）。同じくイギリスのジョイ・ファーラルもケーゲルシュタット・トリオに客演し、クラリネット、ヴィオラ、ピアノの構成に加わってバセット・クラリネットでモーツァルトの協奏曲（BMG）と五重奏曲（メリディアン）を録音している。
古楽器では、ジェーン・ブース（Jane Booth）がアイブラー四重奏団とモーツァルトの五重奏曲を録音している（Eybler Quartet、Analekta、2010年）。
実践と理論の両面で活躍するコリン・ローソン（英語版）は1990年、ハノーヴァー・バンドとモーツァルトのクラリネット協奏曲K. 622を録音して影響を与えた（ニンバスレコード）。また1996年には演奏家の視点から『Cambridge Handbook to Mozart's Clarinet Concerto』を上梓している（2000年改版）。
作曲当時の演奏の実践に取り組む演奏者はシュタードラー製バセット・クラリネットのレプリカでモーツァルトを演奏しており、チャールズ・ナイディック（アメリカ合衆国）、ルカ・ルケッタ（イタリア）、ヴラド・ヴェーヴァーバーク（ベルギー）、ステファン・ハーグ（スウェーデン）がいる。
バセット・クラリネットでフリー・ジャズを演奏するテオ・ユルゲンスマン（ドイツ）はクラリネット奏者、バセット・ホルン奏者ヴィニー・ゴリアはロサンゼルスを拠点に活動する。
| 演奏者、楽団 曲名 | 発表           | モーツァルト             | ベートーヴェン                         | レーベル                           |
| --- | -------------- | ------------------------ | -------------------------------------- | ---------------------------------- |
| アントン・シュタードラー | 1789年12月22日 | クラリネット協奏曲K. 622 | —                                      | —                                  |
| ルドルフ・シュタルダー、ケルン室内合奏団 | 1968年9月      | クラリネット協奏曲K. 622 |                                        | クラリネットのパートを編曲し初録音 |
| コリン・ローソン（英語版）、ハノーヴァー・バンド                                                                                                 | 1990年         | クラリネット協奏曲K. 622 |                                        | ニンバス・レコード                 |
| ジェーン・ブース（古楽器）、アイブラー四重奏団（Eybler Quartet）                                                                                 | 2010年         | クラリネット協奏曲K. 622 |                                        | Analekta                           |
| ジェーン・ブース（古楽器）、アイブラー四重奏団（Eybler Quartet）                                                                                 | 2010年         | 五重奏曲                 |                                        | Analekta                           |
| セア・キング（英語版） |                | クラリネット協奏曲K. 622 |                                        | ハイペリオン・レコード             |
| セア・キング（英語版） | 五重奏曲       |                          |                                        | ハイペリオン・レコード             |
| マイケル・コリンズ |                | クラリネット協奏曲K. 622 | ヴァイオリン協奏曲のクラリネット用編曲 | ドイツ・グラモフォン               |
| レプリカでかつての演奏を再現：アンネリエン・ヴァン・ヴァウヴェ、シャロン・カム、シャーリー・ブリル、マルティン・フレスト、ゼバスティアン・マンツ |                | クラリネット協奏曲K. 622 |                                        |                                    |
| ジョイ・ファーラル、ケーゲルシュタット・トリオ                                                                                                   |                | クラリネット協奏曲K. 622 |                                        | BMG                                |
| ジョイ・ファーラル、ケーゲルシュタット・トリオ                                                                                                   |                | 五重奏曲                 |                                        | メリディアン                       |

バセット・クラリネット奏者
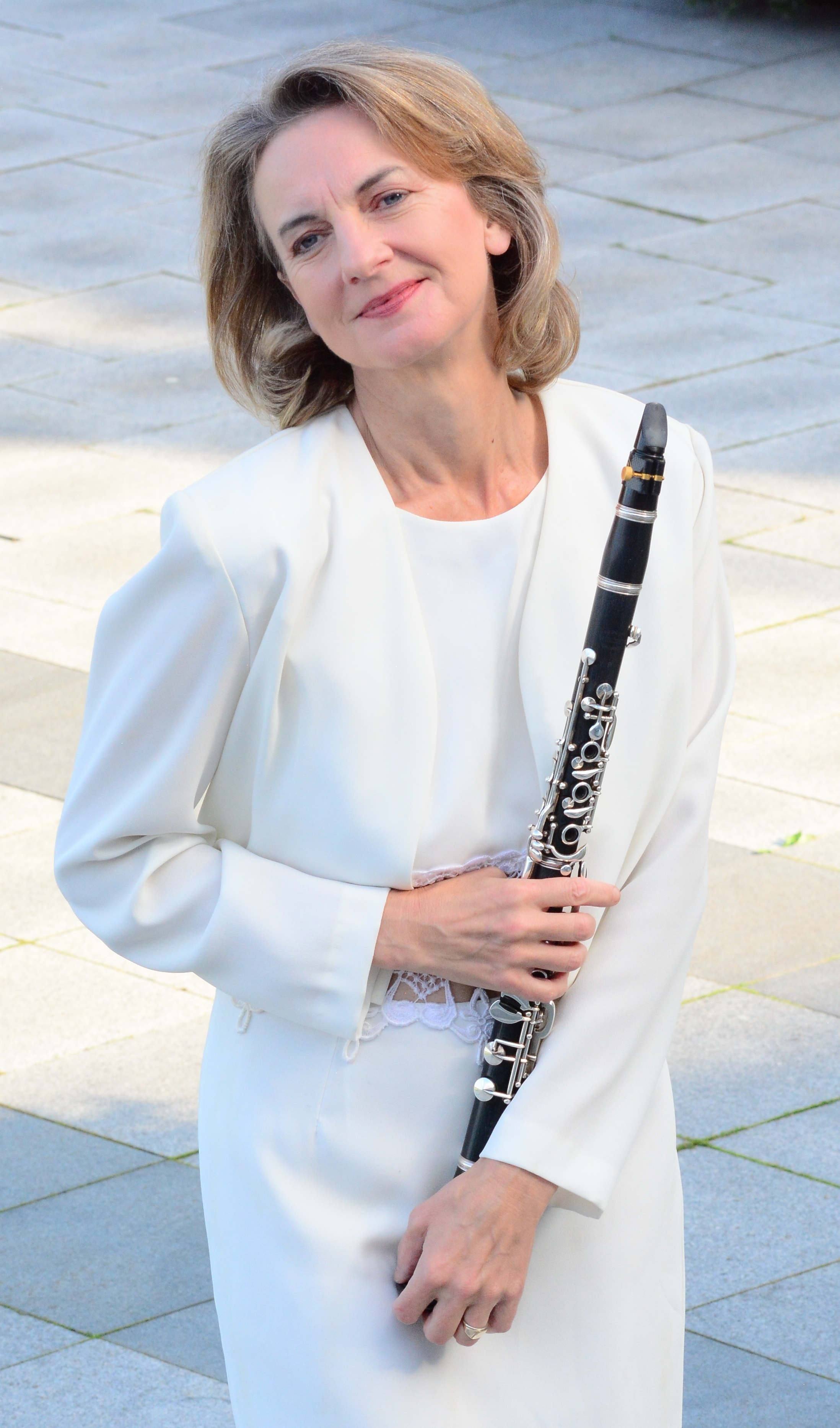
ザビーネ・マイヤー (Sabine Meyer)
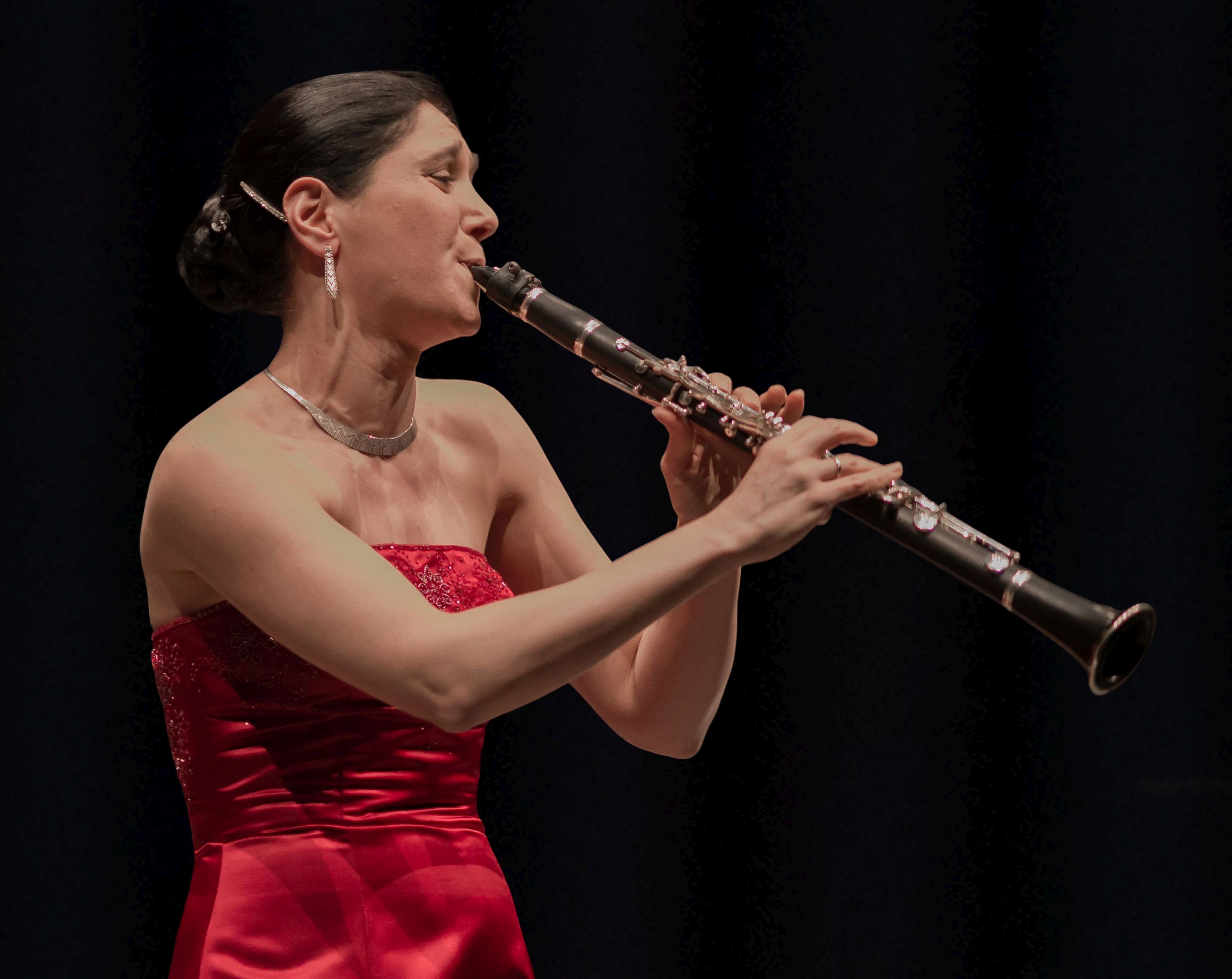
シャロン・カム（Sharon Kam）
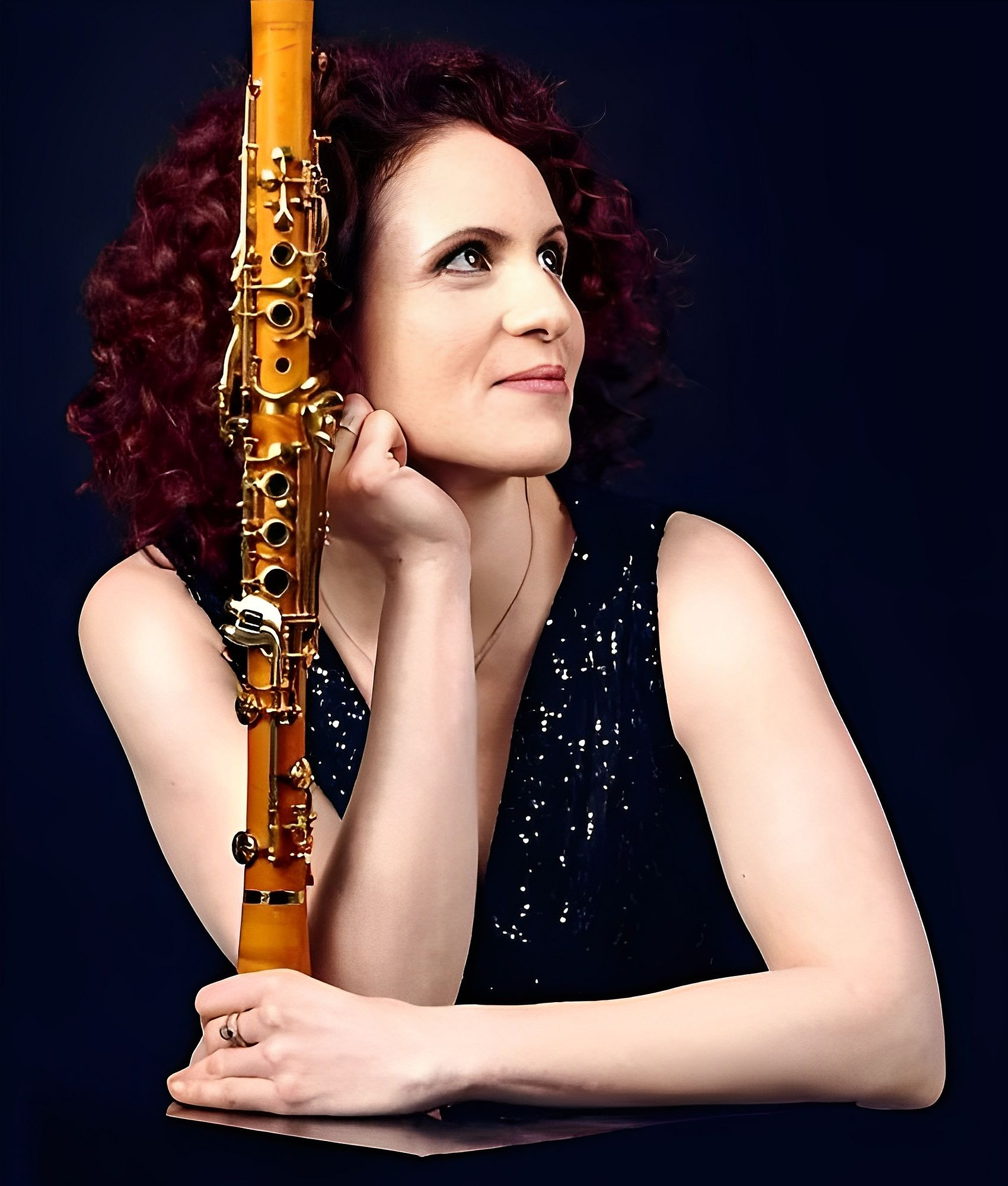
シャーリー・ブリル（Shirley Brill）
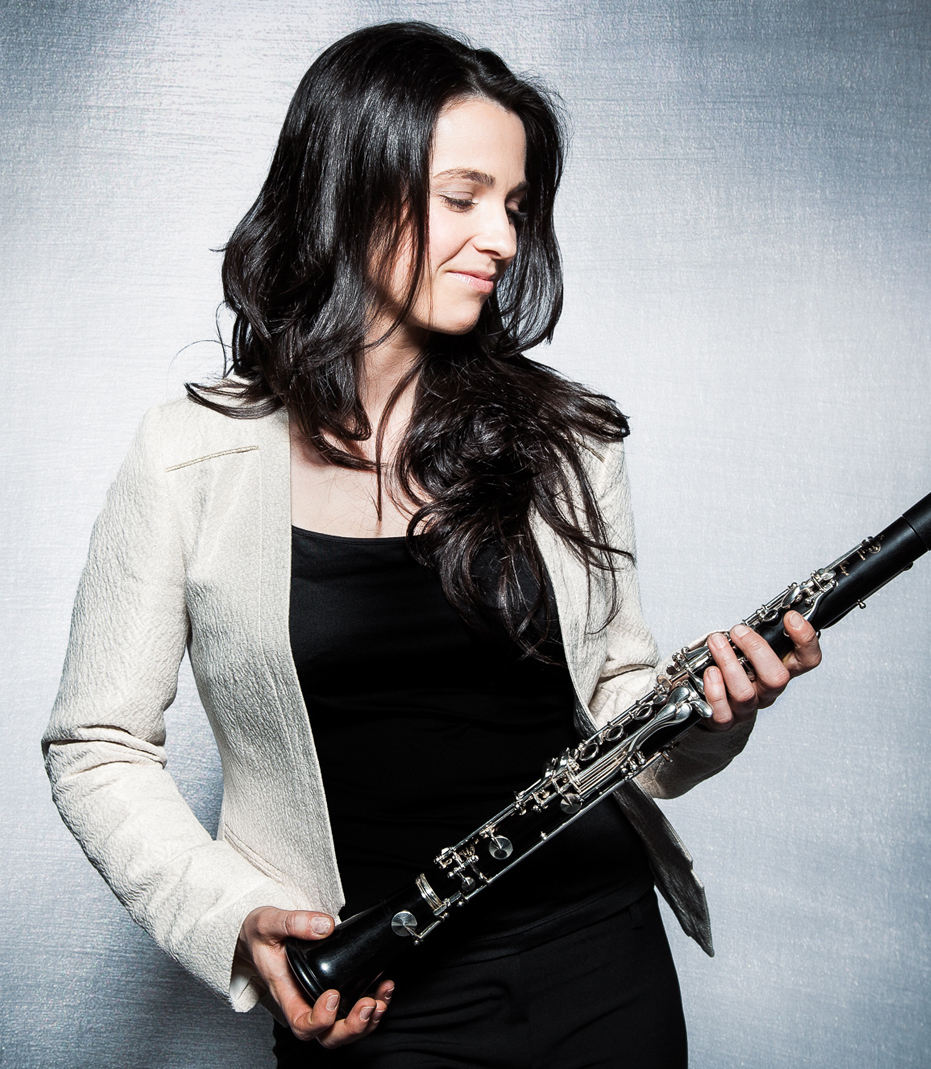
アンネリエン・ヴァン・ヴァウヴェ（Annelien Van Wauwe）
マルティン・フレスト（Martin Fröst）
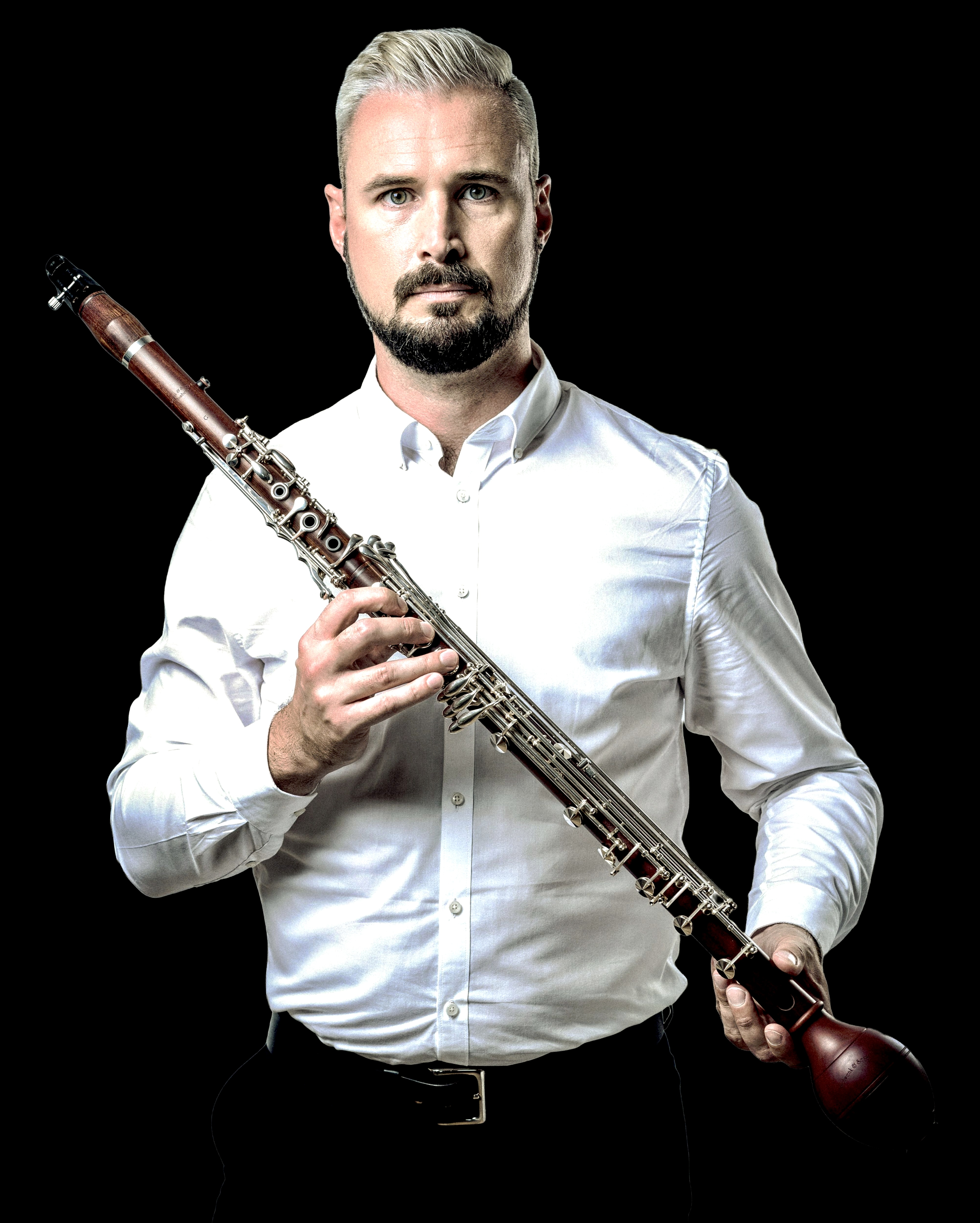
リチャード・ヘインズ（Richard Haynes）
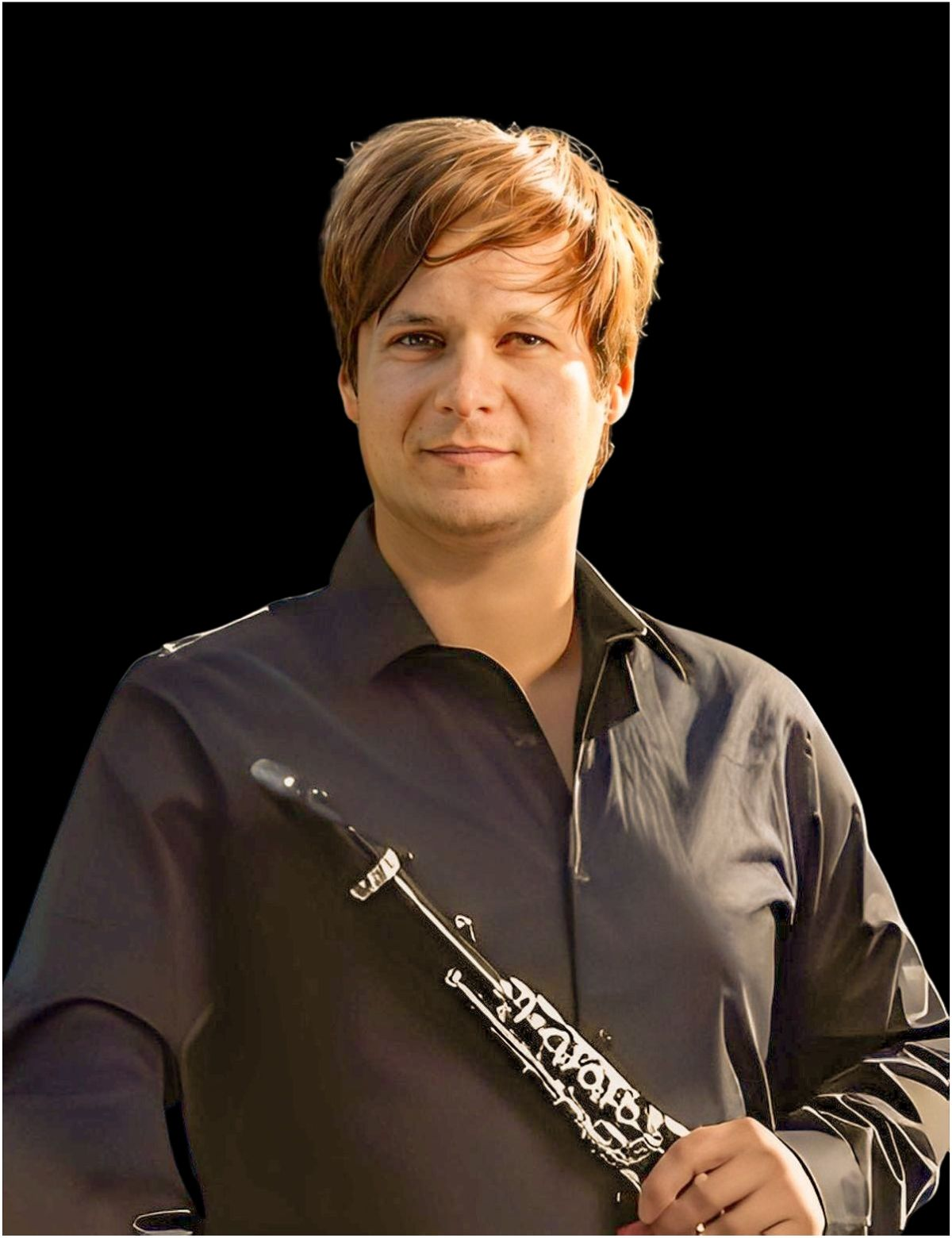
ゼバスティアン・マンツ（Sebastian Manz）
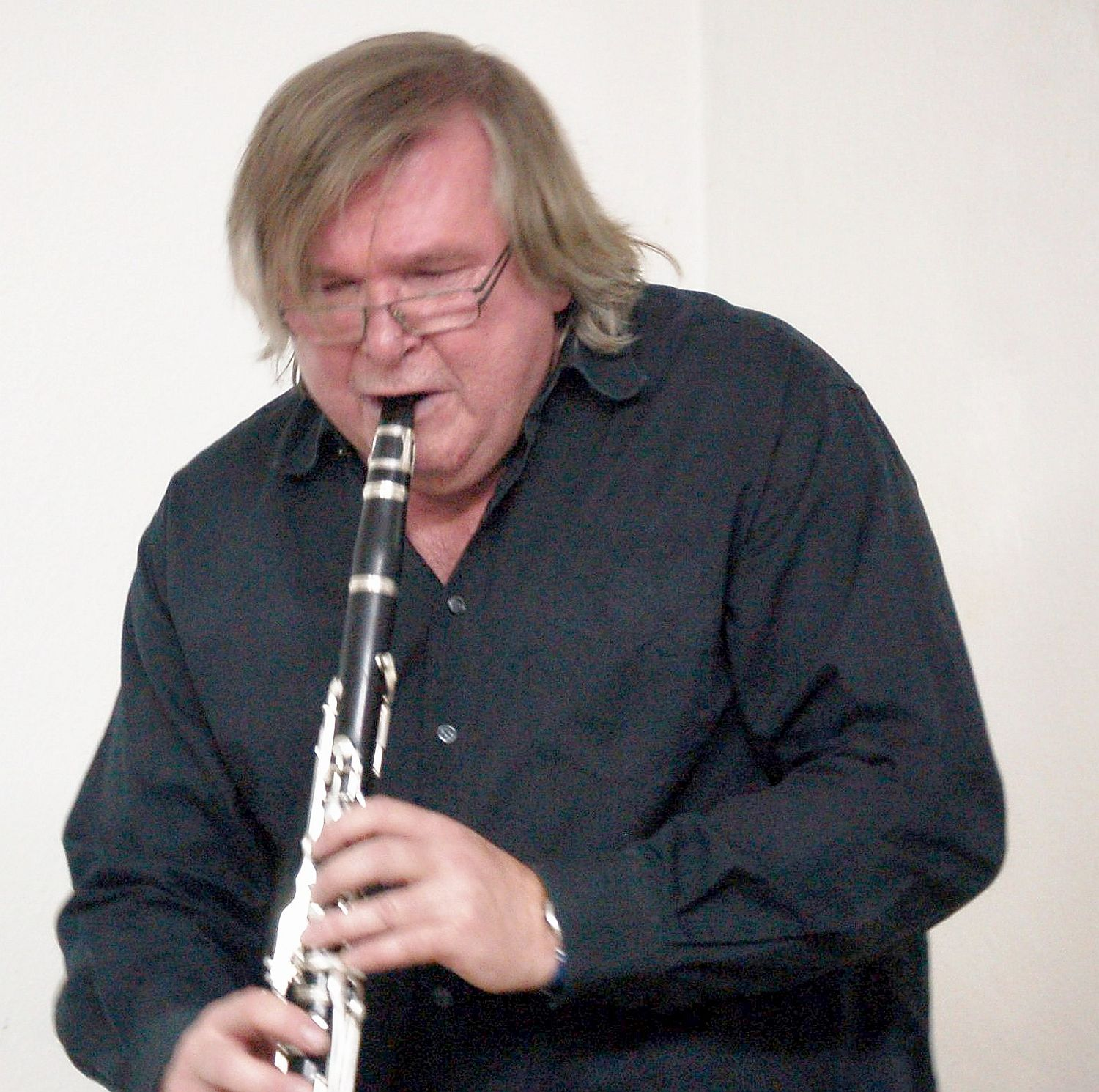
テオ・ユルゲンスマン (Theo Jörgensmann)

## 関連資料
発行年順。
楽器の博物館
- The University of Edinburgh (2012). “Celebrating the Collection of Sir Nicholas Shackleton” (英語). Proceedings of the clarinet and woodwind colloquium 2007.. Edinburgh: Edinburgh Univiversity. Collection of Historic Musical Instruments. OCLC 1457112956. ISBN 9780907635598, 0907635598. "Papers presented at the meeting organ. by the Edinburgh University Collection of Historic Musical Instruments, Edinburgh, 22-24 June 2007" 2007年6月22日-24日開催のクラリネット・木管楽器学術会議の予稿集。270ページ+図版、メモの例、グラフ。肖像1点。30 x 22 x 3 cm。

クラリネット奏者の作品

演奏家の姓の50音順。
- アンネリエン・ヴァン・ヴァウヴェ（Annelien Van Wauwe）（バセット・クラリネット）『Flow』Patañjali、Wolfgang Amadeus Mozart、Wim Henderickx（作曲）。音楽（CD1枚）、言語コンテンツなし（Pentatone [オランダ、Baarn]、2022年）61分46秒。OCLC 1339102464。Andrew Manze（指揮）、NDR Radiophilharmonie（楽団）。
- Sharon Kam（バセット・クラリネット、指揮）『Clarinet concerto ; Clarinet quintet』Wolfgang Amadeus Mozart（作曲）。音楽（CD1枚）、言語コンテンツなし（ベルリン？：Berlin Classics : Edel Kultur、2011年）57分39秒。OCLC 757152279
  - 第1曲＝Sharon Kam（バセット・クラリネット、指揮）、Österreichisch-Ungarische Haydn Philharmonie。第2曲＝Sharon Kam、Isabelle van Keulen、Ulrike-Anima Mathé（ヴァイオリン）。Volker Jacobsen（ヴィオラ）。Gustav Rivinius（チェロ）。全27頁の解説ブックレット付属、Oliver Buslau （解説）、演奏者の紹介（ドイツ語、英語）。
- シャーリー・ブリル（Shirley Brill）『Preisträgerkonzert des 41. Internationalen Instrumentalwettbewerbs Markneukirchen 2006』（第41回マルクノイキルヒェン国際器楽コンクール入賞者コンサート2006）Wolfgang Amadeus Mozart、Isang Yun、Igor Stravinsky、Robert Schumann（作曲）。音楽（オーディオDATカセット1本）（MDRフィガロシリーズ、ドイツ語、2006年）90分。OCLC 315517281、Christoph Sandmann（指揮）、プラウエン＝ツヴィッカウ劇場交響楽団[注釈 6]
- マーティン・フレスト（Martin Fröst）『Quintets』Wolfgang Amadeus Mozart（作曲）。音楽（CD）、言語コンテンツなし（スウェーデン：BIS、Åkersberga、2014年）[注釈 7]
- リチャード・ヘインズ（Richard Haynes）『Richard Haynes、clarinets : 2003 Symphony Australia Young Performer of the Year』Markus Stenz（指揮）、メルボルン交響楽団、音楽（CD）、言語コンテンツなし（オーストラリア：シンフォニー・オーストラリア、2005年）[注釈 8]
- セバスチャン・マンツ（Sebastian Manz）[注釈 6]
- ザビーネ・マイヤー（Sabine Meyer）[39]
- テオ・ユルゲンスマン[44]

モーツァルトのクラリネット協奏曲
- 『やすらぎwith classic 2』東芝EMI、東京、2004年、OCLC 673732666
- フランツ・シューベルト『交響曲第5番・クラリネット協奏曲 結成15周年記念アルバム2』オクタヴィア・レコード、2005年、OCLC 675998310
- モーツァルト『管楽器のための協奏曲全集』オルフェウス室内管弦楽団他（演奏）、ユニバーサルミュージック、2006年、OCLC 675684043
- モーツァルト『フルートとハープのための協奏曲・オーボエ協奏曲・クラリネット協奏曲』アーノンクール指揮、吉野直子他（演奏）、ワーナーミュージック・ジャパン、2006年、OCLC 675007903
- モーツァルト『母と子のモーツァルト』東芝EMI、2006年、OCLC 674929954
- モーツァルト『クラリネット協奏曲』エマ・ジョンソン指揮・演奏、ロイヤル・フィルハーモニー管弦楽団、コン・テンポ弦楽四重奏団 （演奏）、ユニバーサルミュージック、2006年、OCLC 676356853
- ヴォルフガング・アマデウス・モーツァルト『クラリネット協奏曲・クラリネット五重奏曲』ミハイル・プレトニョフ指揮、コリンズ ほか演奏、ユニバーサルミュージック、2007年、OCLC 676674629
- 『In the morning classics morning music for weekday & weekend』Sony Music Japan International、東京、2007年、OCLC 676500772
- 『ベルリン・フィル・ヒストリー Berliner Philharmoniker』ニキシュ、フルトヴェングラー、カラヤン、アバド、ラトルとベルリン・フィル、東芝EMI〈世界一のオーケストラ・サウンド列伝：ベルリン・フィル創立125周年. 4〉、東京、2007年、OCLC 75429306
- モーツァルト『ファミーユ ベビカム presents. CD 2』EMIミュージック・ジャパン、東京、2011年、OCLC 752010972
- 『クラシック・レミニセンス』ユニバーサルミュージック、東京、2012年12月、OCLC 843124846
- 『四戸世紀クラリネット・リサイタル東京ライヴ2014』カメラータ・トウキョウ、東京、2016年1月、OCLC 1133213140
- 『私のモーツァルト-ranking best モーツァルト生誕260年記念企画』ユニバーサルミュージック、東京、2016年6月、OCLC 954431031
- 『New era-18世紀のクラリネット作品集』ユニバーサルミュージック、東京、2017年8月、OCLC 1010440989
- ベートーベン、モーツァルト『愛、天才の神髄 : モーツァルト&ベートーヴェンの管弦楽』コジマ録音、東京、2018年2月 OCLC 1100762737
- シューマン『アーベントリート Abendlied』マイスター・ミュージック、横浜、2019年12月、OCLC 1143408045
- モーツァルト『エクスタシー&アビス = Ecstasy and abyss』Sony Music Labels、東京、2023年、OCLC 1401953193